# Кейсі Деллаква
Кейсі Деллаква (англ. Casey Dellacqua, 11 лютого 1985) — австралійська тенісистка, чемпіонка Відкритого чемпіонату Франції у міксті.
Батько Кейсі — італійського походження, мати — ірландського.
Найбільшого свого успіху вона досягла, граючи в змішаній парі з американцем Скоттом Ліпскі на Відкритому чемпіонаті Франції 2011. Крім того, станом на січень 2014, вона виграла два турніри WTA в парному розряді, 22 турніри ITF в одиночному розряді та 23 турніри ITF в парному розряді.

## Особисте життя
Кейсі Деллаква — лесбійка. Має сина, якого народила її партнерка.

## Фінали турнірів WTA

### Парний розряд: 20 (7 титулів, 13 поразок)
| Легенда                                |
| -------------------------------------- |
| Турніри Великого шлему (0–7)           |
| WTA 1000 (Premier 5 / Premier M) (1–1) |
| WTA 500 (Premier) (1–5)                |
| WTA 250 (International) (5–0)          |

| Фінали за покриттям |
| ------------------- |
| Тверде (2–6)        |
| Ґрунт (3–4)         |
| Трава (2–3)         |

| Результат | В-П | Дата            | Турнір                                            | Категорія     | Покриття | Партнер            | Опоненти                                        | Рахунок               |
| --------- | --- | --------------- | ------------------------------------------------- | ------------- | -------- | ------------------ | ----------------------------------------------- | --------------------- |
| Поразка   | 1.  | 6 червня 2008   | Відкритий чемпіонат Франції з тенісу, Франція     | Grand Slam    | Ґрунт    | Франческа Ск'явоне | Анабель Медіна Гаррігес Вірхінія Руано Паскуаль | 6–2, 5–7, 4–6         |
| Поразка   | 2.  | 16 січня 2009   | Sydney International, Австралія                   | Premier       | Тверде   | Наталі Деші        | Сє Шувей Пен Шуай                               | 0–6, 1–6              |
| Поразка   | 3.  | 25 січня 2013   | Відкритий чемпіонат Австралії з тенісу, Австралія | Grand Slam    | Тверде   | Ешлі Барті         | Сара Еррані Роберта Вінчі                       | 2–6, 6–3, 2–6         |
| Перемога  | 1.  | 3 лютого 2013   | Pattaya Women's Open, Таїланд                     | International | Тверде   | Дате Кіміко        | Акгуль Аманмурадова Олександра Панова           | 6–3, 6–2              |
| Перемога  | 2.  | 16 червня 2013  | Birmingham Classic, UK                            | International | Трава    | Ешлі Барті         | Кара Блек Марина Еракович                       | 7–5, 6–4              |
| Поразка   | 4.  | 6 липня 2013    | Вімблдонський турнір, UK                          | Grand Slam    | Трава    | Ешлі Барті         | Сє Шувей Пен Шуай                               | 6–7(1–7), 1–6         |
| Поразка   | 5.  | 9 вересня 2013  | Відкритий чемпіонат США з тенісу, США             | Grand Slam    | Тверде   | Ешлі Барті         | Андреа Сестіні Главачкова Луціє Градецька       | 7–6(7–4), 1–6, 4–6    |
| Перемога  | 3.  | 24 травня 2014  | Internationaux de Strasbourg, Франція             | International | Ґрунт    | Ешлі Барті         | Татьяна Буа Даніела Сегель                      | 4–6, 7–5, [10–4]      |
| Поразка   | 6.  | 15 червня 2014  | Birmingham Classic, UK                            | Premier       | Трава    | Ешлі Барті         | Ракел Атаво Абігейл Спірс                       | 6–7(1–7), 1–6         |
| Поразка   | 7.  | 12 квітня 2015  | Charleston Open, США                              | Premier       | Ґрунт    | Дарія Юрак         | Мартіна Хінгіс Саня Мірза                       | 0–6, 4–6              |
| Перемога  | 4.  | 9 травня 2015   | Мастерс Мадрид, Іспанія                           | Premier M     | Ґрунт    | Ярослава Шведова   | Гарбінє Мугуруса Карла Суарес Наварро           | 6–3, 6–7(4–7), [10–5] |
| Поразка   | 8.  | 7 червня 2015   | French Open, Франція                              | Grand Slam    | Ґрунт    | Ярослава Шведова   | Бетані Маттек-Сендс Луціє Шафарова              | 6–3, 4–6, 2–6         |
| Поразка   | 9.  | 23 серпня 2015  | Мастерс Цинциннаті, США                           | Premier 5     | Тверде   | Ярослава Шведова   | Чжань Хаоцін Латіша Чжань                       | 5–7, 4–6              |
| Поразка   | 10. | 13 вересня 2015 | US Open, New York                                 | Grand Slam    | Тверде   | Ярослава Шведова   | Мартіна Хінгіс Саня Мірза                       | 3–6, 3–6              |
| Перемога  | 5.  | 4 березня 2017  | BMW Malaysian Open, Kuala Lumpur                  | International | Тверде   | Ешлі Барті         | Ніколь Меліхар Макото Ніномія                   | 7–6 (7–5) , 6–3       |
| Перемога  | 6.  | 27 травня 2017  | Internationaux de Strasbourg, Франція (2)         | International | Ґрунт    | Ешлі Барті         | Чжань Хаоцін Чжань Юнжань                       | 6–4, 6–2              |
| Поразка   | 11. | 11 червня 2017  | French Open, Франція                              | Grand Slam    | Ґрунт    | Ешлі Барті         | Бетані Маттек-Сендс Луціє Шафарова              | 2–6, 1–6              |
| Перемога  | 7.  | 25 червня 2017  | Birmingham Classic, UK (2)                        | Premier       | Трава    | Ешлі Барті         | Чжань Хаоцін Чжан Шуай                          | 6–1, 2–6, [10–8]      |
| Поразка   | 12. | 1 липня 2017    | Eastbourne International, UK                      | Premier       | Трава    | Ешлі Барті         | Чжань Юнжань Мартіна Хінгіс                     | 3–6, 5–7              |
| Поразка   | 13. | 26 серпня 2017  | Connecticut Open, США                             | Premier       | Тверде   | Ешлі Барті         | Габріела Дабровскі Сюй Їфань                    | 6–3, 3–6, [8–10]      |

## Виноски
1. ↑  Player Profile // WTA website
2. ↑  Baynes, Valkerie (28 серпня 2013). Motherhood a motivation for Australian tennis ace Casey Dellacqua. Herald Sun. Процитовано 17 січня 2014.
3. ↑  Pearce, Linda (28 серпня 2013). Casey Dellacqua out of US Open, but doubles - and motherhood - remain. The Age. Архів оригіналу за 16 лютого 2014. Процитовано 17 січня 2014.
4. ↑  Baynes, Valkerie (28 серпня 2013). Motherhood a motivation for Australian tennis ace Casey Dellacqua. Fox Sports. Архів оригіналу за 2 червня 2020. Процитовано 17 січня 2014.